# 米拉埃斯特雷拉
米拉埃斯特雷拉是巴西圣保罗州的一个市镇。总面积217.116平方公里，总人口2576人，人口密度11.9人/平方公里。